# Jadever
Balanças Jadever Ltda (chinês simplificado: 钰恒股份有限公司; chinês tradicional: 鈺恆股份有限公司; pinyin: Yùhéng Gǔfèn Yǒuxiàn Gōngsī) é uma multinacional taiuanesa, fabricante de balanças, instrumentos de medição e outros acessórios. A empresa está localizada em Taipé, com quatro filiais na China continental (a mais importante delas localiza-se na cidade de Xiamen), e representantes de vendas em todo o mundo.
O nome da empresa é uma palavra-valise em inglês, formado pelos conceitos “Jade” e “Ever” (“Sempre”). No entanto, o nome da empresa em chinês tem um significado ligeiramente diferente e é traduzido como “tesouro permanente”. Esse último nome é consistente com o slogan corporativo “Entesouramos o valor de uma balança”.

## História e Modelo de Negócio
Jadever foi fundada em Taipé, em julho de 1986. No início, desenvolveu-se o conceito de gestão de tecnologia e a ideia de trabalho que a empresa queria para o futuro. Para 1998, é atingido o primer objetivo global, quando o primeiro de seus produtos é certificado pela Organização Internacional de Metrologia Legal. {francês: Organisation Internationale de Métrologie Légale (OIML)}. Em 1999 funda-se Balanças Jadever (Xiamen) a sede que no final viria a ser a fábrica  principal. Em 2006 a empresa é certificada no processo de normalização com a norma ISO 9001:2000.